# Ненашкин, Александр Владимирович
Александр Владимирович Ненашкин (род. 11 июня 1969, Йошкар-Ола) — советский и российский футболист, защитник. Тренер.

## Биография
Воспитанник футбольной школы «Дружба» (Йошкар-Ола), в соревнованиях мастеров дебютировал в составе своего клуба в 16-летнем возрасте в 1985 году. Всего во второй лиге СССР сыграл более 50 матчей в составе родного клуба, также выступал за «Сталь» (Чебоксары).
В 1992 году перешёл в самарские «Крылья Советов», проводившие дебютный сезон в высшей лиге России. В чемпионате футболист не сыграл ни одного матча, а в Кубке России один раз вышел на поле — 22 августа 1992 года в игре 1/32 финала против дубля московского «Спартака». На следующий год вернулся в Йошкар-Олу.
В 1995 году выступал в чемпионате Бангладеш в составе клуба «Абахани» (Дакка).
После возвращения в Россию выступал во втором дивизионе за клубы «Рубин» (Казань), «Диана» (Волжск), «Волга» (Ульяновск), «Балаково», «Спартак» (Йошкар-Ола). В конце карьеры выступал в любительских соревнованиях.
После окончания игровой карьеры входил в тренерский штаб «Спартака» из Йошкар-Олы. В 2012 году вывел команду во Второй дивизион. На время отсутствия лицензии передал бразды правления Ниязу Акбарову. В 2013 году вернулся на должность главного тренера команды и в сезоне 2014/15 вылетел вместе с ней из второго дивизиона в любительские соревнования. В марте 2017 года возглавил республиканскую СДЮСШОР по футболу.

## Личная жизнь
Отец, Владимир Сергеевич (род. 1950) тоже был футболистом, сыграл более 300 матчей за «Дружбу» из Йошкар-Олы.
Окончил МГПИ им. Н. К. Крупской (1997) по специальности «учитель физической культуры».